# Подгорје (Оребић)
Подгорје је насељено место у саставу општине Оребић, на полуострву Пељешцу, Дубровачко-неретванска жупанија, Република Хрватска.

## Историја
До територијалне реорганизације у Хрватској налазило се у саставу старе општине Корчула.

## Становништво
На попису становништва 2011. године, Подгорје је имало 171 становника.
| Број становника по пописима | Број становника по пописима | Број становника по пописима | Број становника по пописима | Број становника по пописима | Број становника по пописима | Број становника по пописима | Број становника по пописима | Број становника по пописима | Број становника по пописима | Број становника по пописима | Број становника по пописима | Број становника по пописима | Број становника по пописима | Број становника по пописима | Број становника по пописима |
| --------------------------- | --------------------------- | --------------------------- | --------------------------- | --------------------------- | --------------------------- | --------------------------- | --------------------------- | --------------------------- | --------------------------- | --------------------------- | --------------------------- | --------------------------- | --------------------------- | --------------------------- | --------------------------- |
| 1857                        | 1869                        | 1880                        | 1890                        | 1900                        | 1910                        | 1921                        | 1931                        | 1948                        | 1953                        | 1961                        | 1971                        | 1981                        | 1991                        | 2001                        | 2011                        |
| 259                         | 258                         | 293                         | 295                         | 271                         | 248                         | 161                         | 175                         | 220                         | 219                         | 240                         | 169                         | 161                         | 151                         | 156                         | 171                         |

Напомена: У 1857., 1869., 1880., 1921. и 1931. део података садржан је у насељу Оребић, а део података у 1857., 1869., 1921. и 1931. у насељу Кучиште. У 1921. и 1931. садржи део података за насеље Станковић.

### Попис1991.
На попису становништва 1991. године, насељено место Подгорје је имало 151 становника, следећег националног састава:
| Попис 1991.‍  | Попис 1991.‍  | Попис 1991.‍ | Попис 1991.‍ | Попис 1991.‍ |
| ------------ | ------------ | ----------- | ----------- | ----------- |
|              |              |             |             |             |
| Хрвати       | Хрвати       |             | 142         | 94,03%      |
| Муслимани    | Муслимани    |             | 3           | 1,98%       |
| Југословени  | Југословени  |             | 1           | 0,66%       |
| Немци        | Немци        |             | 1           | 0,66%       |
| Срби         | Срби         |             | 1           | 0,66%       |
| неопредељени | неопредељени |             | 3           | 1,98%       |
| укупно: 151  |              |             |             |             |